# 駒形バイパス
駒形バイパス（こまがたバイパス）は、群馬県前橋市と伊勢崎市を結ぶ群馬県道2号前橋館林線のバイパスである。
このバイパス開通により旧道となった道は、現在前橋市道、群馬県道104号駒形柴町線、伊勢崎市道となっている。

## 概要
- 起点：群馬県前橋市上大島町（上大島町）
- 終点：群馬県伊勢崎市連取町（連取町交差点）
- 車線数：4車線

## 地理

### 通過する自治体
- 群馬県
  - 前橋市 - 伊勢崎市

### 交差する道路
- 群馬県道40号藤岡大胡線（前橋市小屋原町、小屋原陸橋）
- 北関東自動車道駒形IC（前橋市駒形町）

### 沿線
- ガーデン前橋
- 群馬中央バス
- JR東日本 駒形駅
- スーパーモールいせさき
- トイザらス伊勢崎店